# Leopold Godowsky

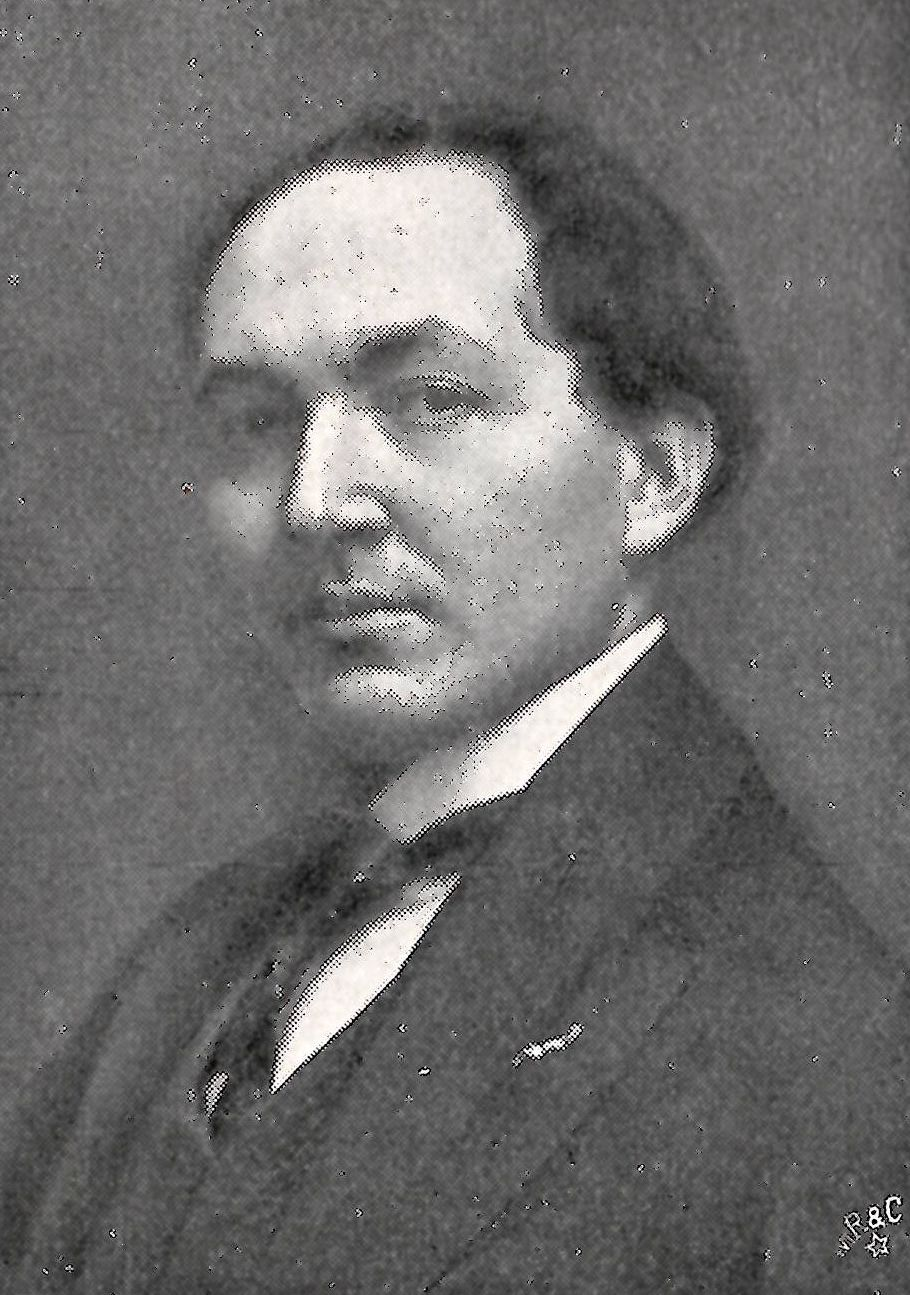
Leopold Godowsky

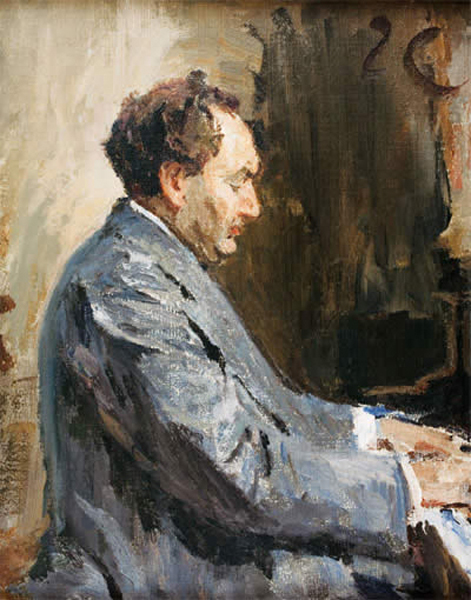
Leopold Godowsky (Jan Ciągliński, 1911)

Leopold Godowsky (* 13. Februar 1870 in Žasliai, Gouvernement Wilna; † 21. November 1938 in New York City) war ein polnisch-amerikanischer Pianist und Komponist.

## Leben
Godowskys wurde als Sohn einer jüdischen Familie geboren. Seine Eltern waren Mordkhel Godowsky (1848–1872) aus Merkinė und Khana-Sheyna Godowsky (geborene Levin, 1848–1918) aus Gelvonai. Das musikalische Wunderkind zeigte sich bereits im Alter von 3 Jahren. Im Alter von 7 Jahren entstanden seine erste Kompositionen; und im Alter von 9 Jahren – in Wilna – trat Godowsky erstmals als Pianist vor Publikum auf. Sein Lehrer im Klavierspiel scheint bis dahin ein Ernst Friedrich gewesen zu sein.
Zum Wintersemester 1883/84, im Alter von knapp 14 Jahren, wurde Godowsky an der Akademischen Hochschule für Musik in Berlin als Student aufgenommen. Die Klavierabteilung wurde von Ernst Rudorff geleitet. Zur Aufnahmeprüfung bot Godowsky an, das Scherzo in b-Moll op. 31 von Chopin zu spielen. Rudorff lehnte dies als Salonmusik ab. Er wollte stattdessen inhaltsreiche Musik hören. Als Rudorff dann nach Italien reiste, wurde Godowsky dem Unterricht eines Schultze, eines Assistenten von Rudorff, zugeteilt. Im Unterricht bei Schultze spielte Godowsky Bachs Französische Suiten vor. Dabei gewann er den Eindruck, dass Schultze ihm in keiner Art mit Ratschlägen behilflich sein konnte. Schließlich kehrte Rudorff aus Italien zurück. Es gab neue Meinungsverschiedenheiten wegen Chopin, den Rudorff nicht über Cécile Chaminade stellen wollte. In Berlin unterrichtete Woldemar Bargiel Godowsky in Komposition. Nach einem Aufenthalt an der Akademischen Hochschule von ungefähr 3 Monaten brach Godowsky den Unterricht bei Rudorff ab. 1884 schloss er sich einer Konzertgesellschaft für eine Tournee in den Vereinigten Staaten von Amerika an. In den Vereinigten Staaten gab er Konzerte mit Clara Louise Kellogg und Emma Thursby. Auch trat er einige Male im Casino in New York in Orchesterkonzerten auf. Schließlich unternahm er zusammen mit dem belgischen Geiger Ovide Musin eine Tournee durch die Vereinigten Staaten und durch Kanada.
1886 kehrte Godowsky nach Europa zurück. Es war seine Absicht gewesen, in Weimar bei Franz Liszt zu studieren. Nachdem Liszt am 31. Juli 1886 gestorben war, kam Godowsky aber zu spät. Er wurde 1887 Camille Saint-Saëns vorgestellt. Saint-Saëns, der Godowsky beim Vortrag eigener Kompositionen hörte und dabei eine starke Zuneigung fasste, sagte zu, in Paris die weitere Ausbildung des jungen Virtuosen zu übernehmen.
Godowsky lebte bis zum Sommer 1890 in Paris. In Bezug auf seine Ausbildung blieb er weitgehend auf sich selbst gestellt, weil Saint-Saëns häufig auf Reisen abwesend war. Im Herbst 1890 kehrte Godowsky nach New York zurück. Dort heiratete er am 30. April 1891 Frieda Saxe. Bei dieser Gelegenheit nahm er die amerikanische Staatsbürgerschaft an. Zusammen mit seiner Frau unternahm er eine Hochzeitsreise nach Europa. Danach kehrte er wieder nach Amerika zurück. Nach sehr erfolgreichen Konzerten wurde er 1894 in Philadelphia in leitender Position an der Klavierabteilung des Konservatoriums an der Broad Street angestellt, dem späteren Combs College of Music. Seit 1895 leitete er die Klavierabteilung am Conservatory College in Chicago.

### Debüt in Berlin, als Professor in Wien, Tourneen
Im Jahr 1900 fasste Godowsky den Entschluss, eine europäische Karriere zu beginnen. Nach einem glänzenden Debüt am 6. Dezember 1900 in Berlin ließ er sich dort als Hauptwohnsitz nieder. Es folgten erfolgreiche Tourneen durch Deutschland, die österreichisch-ungarische Doppelmonarchie und Russland. In den Berliner Jahren war Heinrich Neuhaus Godowskys bedeutendster Schüler. 1909 wurde er als Nachfolger Ferruccio Busonis und Emil Sauers als Direktor der Klavierabteilung der k.k. Akademie für Musik und darstellende Kunst in Wien angestellt. Von November 1912 bis April 1913 und von Dezember 1913 bis März 1914 gab er wieder Konzerte in den Vereinigten Staaten von Amerika. Diese Phase von Godowskys Biographie fand im August 1914 mit dem Ausbruch des Ersten Weltkriegs ein Ende. Godowsky hielt sich im Moment in Middelkerke in der Nähe von Ostende in Belgien auf. Zusammen mit seiner Familie, d. h. seiner Frau und den beiden Töchtern Vanita und Dagmar sowie den Söhnen Leopold Junior und Gordon, floh er zuerst nach London. Von dort begab er sich in die Vereinigten Staaten, wo er bis zum Ende seines Lebens seinen festen Wohnsitz hatte. Dabei hatte er eine umfangreiche musikalische Bibliothek, eine Sammlung von autographen Bildern und zahlreiche Erinnerungsstücke in Wien zurückgelassen.

### Nach dem Ersten Weltkrieg

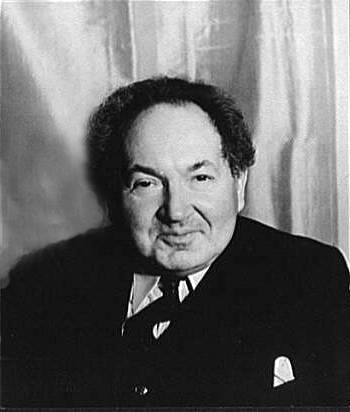
Leopold Godowsky in seinen letzten Jahren (Carl Van Vechten, 1935)

Bis zum Ende der 1920er Jahre befasste Godowsky sich vor allem mit seinen Kompositionen und mit Konzertauftritten als Pianist. In den Vereinigten Staaten gab er 1922 ein letztes Konzert. Er unternahm aber auch weiterhin Tourneen, die ihn nach Zentral- und Südamerika, in Europa bis nach Konstantinopel und in den fernen Osten bis nach Java führten.
Seit den 1920er Jahren hatte Godowsky mit privaten Problemen zu kämpfen. Hierzu gehörte seit 1924 eine schwere Krankheit seiner Frau Frieda. Seit 1928 kamen starke Spannungen mit dem Sohn Gordon hinzu. Dazu kamen noch finanzielle Probleme, die sich durch den Schwarzen Donnerstag am 24. Oktober 1929 ergaben. Um sich in dieser Hinsicht zu sanieren, wollte Godowsky neue Konzertreisen unternehmen. Schon bald kam es aber zu einer neuen Katastrophe: Im Frühjahr 1930 reisten Godowsky und seine Frau nach Dresden, um dort ihren 39. Hochzeitstag zu verbringen. Dort erhielt er telegraphisch ein Angebot, in einem Tonstudio in London Chopins Etüden und Scherzi aufzunehmen. Er nahm das Angebot auch an, brach aber am 17. Juni 1930 – wenige Stunden nach der Aufnahme von Chopins E-Dur-Scherzo – bei einem Schlaganfall zusammen. Godowsky erholte sich zwar von dem Schlaganfall; im Dezember 1932 folgten aber der Suizid seines Sohnes Gordon und 1933 der Tod seiner Frau. Danach wohnte Godowsky zusammen mit seiner Tochter Dagmar in einer Wohnung in New York. Er hatte seit seinem Zusammenbruch das öffentliche Spielen aufgegeben, ließ sich aber gelegentlich bei Besuchen von Freunden mit seinem Klavierspiel hören. In welchem Umfang er noch komponierte, lässt sich nicht in Einzelheiten erkennen. Ein Beleg dafür, dass er überhaupt noch Noten schrieb, ist ein Heft mit leichten Bearbeitungen von Melodien Bizets aus der Oper Carmen. In dem von Godowsky verfassten Vorwort ist der März 1936 als Datum angegeben. Am 21. November 1938 starb Godowsky in New York an den Folgen eines schweren Magenleidens.

## Werke
Wie Chopin hat Godowsky fast ausschließlich Klaviermusik komponiert. Seine Karriere als Komponist begann 1899. Aufgeteilt auf die beiden amerikanischen Verlage Schirmer und Schmidt erschienen in diesem Jahr Klavierstücke mit Opus-Zahlen 11–16. Bei Schmidt erschienen daneben noch ein Arrangement von Chopins Rondo op. 16, ein Arrangement von Chopins Walzer op. 18, in dem der originale Walzer um ergänzende Stimmen und andere Zutaten erweitert ist, und in ähnlicher Art ein Arrangement der Etüde Si oiseau j'etais op. 2.6 von Adolf Henselt. Bei Schirmer erschienen noch 10 Studien über Etüden von Chopin.
Die Opus-Zahlen 1–10 sind unbesetzt geblieben; und weitere Werke Godowskys mit Opus-Zahlen gibt es nicht. Dem Verfahren mag insoweit der Gedanke zugrunde gelegen haben, dass Godowsky bei einem Alter von knapp 30 Jahren dem Publikum nicht als Anfänger entgegentreten wollte, sondern als fertiger Komponist, der bereits eine ansehnliche Reihe veröffentlichter Werke vorzuweisen hatte. Dabei lagen einige der unter den Opus-Zahlen 11–16 zusammengefassten Stücke bereits 1889 als Twilight Thoughts in einem Privatdruck in Paris vor. Den bei Schirmer erschienenen 10 Studien über die Etüden von Chopin war in einem anderen amerikanischen Verlag, dem Verlag Kleber in Pittsburgh, im Dezember 1894 mit Widmung an Saint-Saëns eine Ausgabe der Studie über die Etüde op. 25,6 vorausgegangen.
Mit den Stücken Sarabande, Menuet und Courante seines op. 12 hat Godowsky auch an historische Muster angeknüpft.

### Studien über Chopins Etüden

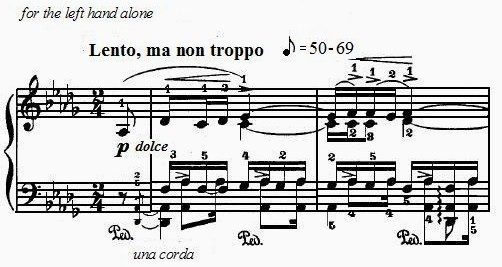
Godowsky-Chopin, Studie für die linke Hand allein über die Etüde op. 10,3

Nach seinem Debüt im Dezember 1900 in Berlin setzte Godowsky das Projekt seiner Studien über die Etüden von Chopin bis 1914 fort. Seit 1903 hatte in Berlin der Verlag Schlesinger das Projekt übernommen. In Auflistungen von 1903 und 1909 wurde angekündigt, welche Stücke noch zu erwarten waren. Es sollte ein Zyklus von 50 Stücken werden. Zwischenzeitlich war ein Zyklus von 56 Stücken geplant. Das Projekt wurde 1914 mit einer Gesamtzahl von 53 Stücken abgeschlossen, obwohl ungefähr ein halbes Dutzend der früher angekündigten Stücke, darunter eine Bearbeitung der originalen Etüde op. 25,7 und eine Bearbeitung als Kombination der drei Etüden op. 10,2, op. 25.4 und op. 25.11, entweder nie entstanden oder aus anderen Gründen unveröffentlicht geblieben ist.
Godowsky gilt als „Genie der linken Hand“:

„Mit den 22 Studien für die linke Hand allein will der Autor die allgemein herrschende Ansicht, daß die linke Hand weniger entwicklungsfähig sei als die rechte, widerlegen. Die linke Hand hat der rechten gegenüber vieles voraus, und es ist unrichtig zu glauben, daß die linke Hand weniger zur vollendeten Ausbildung befähigt sei als die rechte; ja man könnte Besonderheiten aufzählen, die beweisen, daß die linke Hand gegenüber der rechten geradezu im Vorteil ist. Die linke Hand bietet den Vorteil, den stärkeren Teil der Hand für den mehr hervorzuhebenden Teil der Melodie zur Verfügung zu haben, ebenso wie die stärkeren Finger die Oberstimme bei Doppelnoten und Akkorden führen. Dazu kommt, daß die linke Hand, die den unteren Teil der Klaviatur beherrscht, mit weniger Anstrengung und mehr Elastizität einen volleren, weicheren Ton – qualitativ und quantitativ der rechten Hand überlegen – hervorbringt. Ein anderer Grund, weshalb die linke Hand der Ausbildung zugänglicher sei, ist der, daß die Muskulatur der linken Hand nachgiebiger (elastischer) ist, infolge des minderen Gebrauchs derselben. Ein Beweis für die Richtigkeit dieser Auffassung ist, daß, soviel dem Autor bekannt – mit einer Ausnahme – keine Komposition für die rechte Hand allein geschrieben ist, während deren zahlreiche für die linke Hand allein existieren. Die Mehrzahl der Kompositionen, die bereits für die linke Hand allein existieren, zeigt im wesentlichen das Bestreben der Komponisten, die linke Hand vorwiegend nach der oberflächlich-virtuosen Seite hin weiter zu entwickeln.“

### Educational Adaptions
Nachdem Godowsky sich nach dem Ausbruch des Ersten Weltkriegs in den Vereinigten Staaten niedergelassen hatte, war sein Gehalt als Professor in Wien weggefallen. Auf unabsehbare Zeit musste er auch auf Konzertreisen in seinem gewohnten Terrain in Europa verzichten. Damit mag es zusammenhängen, dass er nun mit einem für sein Ansehen ganz untypischen Projekt beschäftigt war. Er war teils als Bearbeiter, teils als Herausgeber an Educational Adaptions und an Progressive Series Compositions beteiligt.
Die Educational Adaptions enthielten sehr leichte Bearbeitungen volkstümlicher Melodien und Tänze aus verschiedenen europäischen Ländern, von Melodien aus Opern und von Stücken des sinfonischen, geistlichen und kammermusikalischen Repertoires. Es wurden außerdem sehr schlicht gesetzte Bearbeitungen von Liedern Schuberts und anderer Komponisten geboten.
Die Hefte der Progressive Series Compositions waren instruktive Ausgaben von Klavierstücken für fortgeschrittene Amateure. Jedes Heft enthielt ein Vorwort mit einer skizzierten Biographie des jeweiligen Komponisten sowie eine ausführliche musikalische Analyse. Bei einer nach Begriffen der Zeit vorbildlichen Ausstattung wurden die beiden Serien bis in die 1930er Jahre hinein fortgesetzt. Sie mögen Bestandteil von Godowskys Bemühen um einen regelmäßigen Lebensunterhalt gewesen sein.

### Triakontameron
In den Jahren 1919 und 1920 entstanden die 30 Stimmungen und Bilder im Dreivierteltakt. Der letzte Satz des Zyklus ist Requiem (1914–1918): Epilogue überschrieben. Er endet mit einer Paraphrase von The Star-Spangled Banner, der amerikanischen Hymne. Als Star Spangled Banner wurde dieser Schlussteil auch als separates Einzelstück veröffentlicht.

### Werke der 1920er Jahre
In den 1920er Jahren entstanden neue Bearbeitungen, daneben aber auch in großer Zahl originale Kompositionen. Zu den Bearbeitungen gehört ein Heft mit 12 Stücken über Lieder Franz Schuberts. Godowsky hat die originalen Melodien beibehalten, aber z. T. starke Veränderungen der Harmonien und der begleitenden Figuration vorgenommen. Weiteres Beispiel für die Bearbeitungen der 1920er Jahre sind die drei Sonaten für unbegleitete Violine und die drei Suiten für unbegleitetes Cello von Johann Sebastian Bach. Mit üppigen Zutaten hat Godowsky die Stücke zu Klavierwerken umgestaltet.
Zu den Originalwerken der 1920er Jahre gehört eine umfangreiche Passacaglia mit Fuge über die Eingangsmelodie der Sinfonie in h-Moll (Schubert). Das Stück wird sehr selten gespielt, während es wegen der anspruchsvollen Form als Hauptwerk anzusehen ist. In den 1924 und 1925 entstandenen 12 Stücken des Phonorama der Java-Suite hat Godowsky eine harmonische Sprache entwickelt, die als seine persönliche Art eines Impressionismus gelten kann. Bei einem dissonanzreichen Satz kommt es mehr auf das Kolorit als auf den Spannungsgehalt der Akkorde an. Auch in anderen Werken der 1920er Jahre, darunter Poems für 2 Hände und Waltz-Poems für die linke Hand allein, hat Godowsky sich von der spätromantischen Harmonik deutlich entfernt. Zu den bemerkenswerten Originalwerken der 1920er Jahre gehören noch ein Präludium mit Fuge über das Thema B-A-C-H und eine Suite in D-Dur, beides Werke für die linke Hand allein.

## Rezeption
Als Pianist steht Godowsky in einer Reihe mit seinen Zeitgenossen Skrjabin und Rachmaninow, kann sie als Tonkünstler aber nicht erreichen. Viele seiner Originalwerke und Bearbeitungen scheinen überladen. Ganz im Banne des 19. Jahrhunderts fand Godowsky nach dem Ersten Weltkrieg keinen Zugang zur Moderne. Die Musik von Igor Strawinsky, Edgar Varèse und Arnold Schönberg blieb ihm fremd. Auch die Passacaglia – 1928 zu Schuberts 100. Sterbejahr geschrieben und Godowskys Opus summum – wird selten aufgeführt. Nach 44 Variationen und einem Epilog über Schuberts h-Moll-Thema ist es schwer, noch eine Fuge über das Thema aufzunehmen. Die Verehrung für Johann Sebastian Bach und den ausgeprägten Sinn für den Kontrapunkt teilt Godowsky mit Max Reger. Unbestreitbar sind originelle Fingersätze und äußerste Sorgfalt im Tonsatz.

## Aufnahmen
Aus der Zeit der Jahre 1907–1930 liegen mehr als 200 Klavierrollen und daneben noch akustische Aufnahmen für Schallplatte vor. Für Schallplatte hat Godowsky die Sonate Les Adieux op. 81a von Beethoven, die Etüden op. 25, 1–3, das Scherzo op. 54 und die beiden letzten Sätze der Sonate in b-Moll op. 35 von Chopin, die Ballade op. 24 von Grieg, Schumanns Carnaval, von Liszt die Etüden La leggierezza und La campanella, die Rigoletto-Paraphrase und die Transkription von Chopins Lied Meine Freuden, Debussys Clair de lune aus der Suite bergamasque, Tschaikowskys Barcarolle op. 37,6 und Rubinsteins Melodie in F-Dur op. 3,1 aufgenommen. Von Godowskys eigenen Werken ist eine akustische Aufnahme nur von dem Stück The Gardens of Buitenzorg aus dem Phonorama der Java-Suite bekannt. Godowsky hat aber viele seiner eigenen Werke als Klavierrollen aufgenommen.
Bei Klavierrollen gab es Möglichkeiten zur nachträglichen Korrektur. In der Zeit Godowskys mussten dagegen akustische Aufnahmen in einem Stück aufgenommen werden, es durften dabei keine Fehler passieren. Dies mag ein Grund dafür gewesen sein, dass Godowsky sich im Tonstudio besonders unbequem und unfrei fühlte. In seinem Bestreben nach Perfektion fühlte er sich im Studio, aber auch im Konzert, einem starken seelischen Druck ausgesetzt. Es wird häufig betont, Godowskys wirklich überragendes Spiel sei vor allem im privaten Kreis unter Freunden zu hören gewesen. Die Aufnahmen zeigen, dass Godowsky in seiner Zeit ein hervorragender Pianist gewesen ist. Als solcher wurde er von befreundeten Virtuosen, darunter Józef Hofmann und Sergei Rachmaninow, auch anerkannt.